# マルティン・イオセフォ
マルティン・イオセフォ（Martin Iosefo、1990年1月13日 - ）は、メジャーリーグラグビー、シアトル・シーウルブズに所属するラグビー選手。

## プロフィール
- アメリカ・オアフ島ホノルル出身[1]。
- ポジションはセンター(CTB)。
- 身長 185cm、体重 97kg
- アメリカ代表キャップは9（2020年8月現在）でラグビーワールドカップ2019のアメリカ代表に選ばれた[2]。

## 略歴
2016年、リオ五輪の7人制アメリカ代表トレーニングスコッドに選ばれた。
そして2021年、東京五輪の7人制アメリカ代表に選ばれた。
2022年、シアトル・シーウルブズに加入。